# California Jaguars
El California Jaguars fue un equipo de fútbol de los Estados Unidos que jugó en la A-League, la desaparecida segunda división de fútbol del país.

## Historia
Fue fundado en el año 1995 en la ciudad de Salinas, California con el nombre Monterey Bay Jaguars como parte de la USISL Pro League en donde fue campeón de división. Al año siguiente cambia su nombre por el de California Jaguars y es campeón de liga por primera vez.
Al año siguiente pasa a la A-League donde vuelve a ser campeón de división y en los playoff no pasa de la semifinal de división. Al año siguiente no consigue la clasificación a los playoff y pasa a jugar en la USL Second Division.
Al club desaparece al finalizar la temporada 1999.

## Palmarés
- USISL Select League: 1

1996
- USISL División Western North: 1

1995
- USISL División Pacific: 1

1996
- A-League Pacific: 1

1997

## Temporadas
| Año  | División | Liga                | Temporada Regular | Playoffs              | US Open Cup  |
| ---- | -------- | ------------------- | ----------------- | --------------------- | ------------ |
| 1995 | 3        | USISL Pro League    | 1º, Western North | Sizzling Nine         | No clasificó |
| 1996 | 3        | USISL Select League | 1º, Pacific       | Campeón               | 1ª Ronda     |
| 1997 | 2        | USISL A-League      | 1º, Pacific       | Semifinal de División | No clasificó |
| 1998 | 2        | USISL A-League      | 7º, Pacific       | No clasificó          | No clasificó |
| 1999 | 3        | USL D3-Pro League   | 4º, Western       | No clasificó          | No clasificó |

## Entrenadores
- Greg Petersen (1995)
- Mark Semioli (1995)
- Joe Silveira (1996)
- Gaspar Silveira (1997)
- Carlos Volpini (1998)
- Orlando Cervantes (1999)